# Horseshoe Hills
Horseshoe Hills är en kulle i Antarktis. Den ligger i Östantarktis. Australien gör anspråk på området. Toppen på Horseshoe Hills är 77 meter över havet.
Terrängen runt Horseshoe Hills är platt.  Trakten är obefolkad. Det finns inga samhällen i närheten. 